# Richard Christian Matheson
Pour les articles homonymes, voir Matheson.
Richard Christian Matheson, né le 14 octobre 1953 à Los Angeles en Californie, est un écrivain et scénariste américain.
Son père est l'écrivain et scénariste Richard Matheson.

## Œuvres

### Roman
- (en) Created By, 1993

### Recueils de nouvelles
- (en) Scars, 1987
- (en) Dystopia: Collected Stories, 2000

### Filmographie

#### Scénariste
- 1978 : Vivre à trois (série télévisée, 1 épisode)
- 1978-1979 : L'Incroyable Hulk (série télévisée, 3 épisodes)
- 1979 : Stop Susan Williams (série télévisée, 1 épisode)
- 1979 : The Misadventures of Sheriff Lobo (série télévisée, 1 épisode)
- 1980 : Stone (série télévisée, 1 épisode)
- 1980 : Enos (série télévisée, 1 épisode)
- 1981 : B.J. and the Bear (série télévisée, 1 épisode)
- 1982 : Matthew Star (série télévisée, 3 épisodes)
- 1982 : K 2000 (série télévisée, 1 épisode)
- 1983-1986 : L'Agence tous risques (série télévisée, 8 épisodes)
- 1984-1985 : Le Juge et le Pilote (série télévisée, 4 épisodes)
- 1985 : Rick Hunter (série télévisée, 2 épisodes)
- 1986 : Samedi magique (Magic saturday), épisode 3 de la saison 2 d'Histoires fantastiques
- 1987 : Trois Heures, l'heure du crime de Phil Joanou
- 1988 : It Takes Two de David Beaird
- 1990 : Loose Cannons
- 1991 : Les Contes de la crypte (série TV, épisode Le Sacre de la tronçonneuse)
- 2000 : Le Secret du vol 353 (téléfilm)
- 2005-2006 : Les Maîtres de l'horreur (Masters of Horror) (série TV, épisodes La Danse des morts et Les Forces obscures)
- 2006 : Rêves et Cauchemars (série TV, épisode Petits Soldats)
- 2014 : Détour mortel (Big Driver) (téléfilm)

#### Production
- 2025 : L'Homme qui rétrécit de Jan Kounen